# Groene polder (Noordhorn)
De Groene polder (ook Groenepolder) is een voormalig waterschap in de provincie Groningen.
Het waterschap lag ten westen van Noordhorn en werd bemalen met een kleine molen die net ten zuiden van de spoorlijn Leeuwarden - Groningen stond en de Groenemolen werd genoemd. Deze sloeg uit op de Noorhorner Schipsloot, die weer uitmondde in het Hoendiep bij de Peertjestil. Dwars door de polder liep de Vledderboschtocht die het water ten noorden van de polder afvoerde naar dezelfde Schipsloot. Om de beide delen van de polder met elkaar te verbinden lag er onder deze watergang een onderleider.
Waterstaatkundig gezien ligt het gebied sinds 1995 binnen dat van het waterschap Noorderzijlvest.
Er was ook een Groene polder bij Waterhuizen.